# Ошейниковая иридосорния
Ошейниковая иридосорния (лат. Iridosornis jelskii) — вид птиц из семейства танагровых. Обитают на территории Боливии и Перу. Выделяют два подвида. Видовой эпитет присвоен, очевидно, в честь русского зоолога Константина Михайловича Ельского (1837—1896).

## Описание
Длина тела 14 см. Вес 16—26 г. Клюв толстый. У представителей номинативного подвида чёрные лицо и горло окружены широкой областью золотого цвета.

## Биология
Судя по результатом исследования содержимого птичьих желудков, питаются как растительной (в том числе ягодами), так и животной пищей. Миграций не совершают.

## Охранный статус
МСОП присвоил виду охранный статус LC.